# Evenhoevigen
Evenhoevigen (Artiodactyla) zijn een orde van zoogdieren. Ze worden gekenmerkt door een even aantal tenen. Aan de twee middelste tenen zitten hoeven, deze zijn hoefdragend. De twee buitenste tenen zijn rudimentair aanwezig.
Recent onderzoek heeft aangetoond dat de nijlpaarden nauwer verwant zijn aan de walvisachtigen dan aan de andere evenhoevigen. Dit heeft verregaande gevolgen voor de huidige indeling omdat het begrip evenhoevigen daarmee parafyletisch is geworden. Als gevolg hiervan is de nieuwe clade 'walvissen en evenhoevigen' (Cetartiodactyla) in het leven geroepen.

## Eigenschappen
De evenhoevigen zijn tegenwoordig de meest succesvolle grote planteneters. Er zijn ongeveer 200 soorten, rond de 80 geslachten en 10 families in drie onderorden. Ze komen in alle leefgebieden voor, zowel in het water als hoog in de bergen, in hete woestijnen en koude toendra's, open grasvlakten en dichte regenwouden. Ze komen op ieder werelddeel in het wild voor, met uitzondering van Australië en Antarctica. Veel soorten (rund, geit, schaap, kameel, lama, varken, rendier) zijn van groot economisch belang.
Ze verschillen in grootte van de kleine kantjil, die nog geen drie kilogram weegt en 48 centimeter lang wordt, tot het nijlpaard, dat wel 3,2 ton kan wegen, en de giraffe, die 470 centimeter lang kan worden. Het zijn over het algemeen grondbewoners, en de meeste soorten kunnen hard rennen.
Voor een lange tijd waren de onevenhoevigen de meest succesvolle hoefdierengroep, maar de evenhoevigen namen deze rol over in het Mioceen, toen bos werd verdrongen door grasvlakten. Enkele soorten evenhoevigen bleken beter aangepast aan het verteren van gras, en de groep groeide uit tot de dominante hoefdieren.
Evenhoevigen zijn, in tegenstelling tot onevenhoevigen, bijzonder vatbaar voor mond-en-klauwzeer. Om die reden mogen alle evenhoevigen die zich binnen een bepaalde straal van een haard van deze ziekte bevinden, niet vervoerd worden, en worden ze eventueel afgemaakt.

## Moderne taxonomische indeling

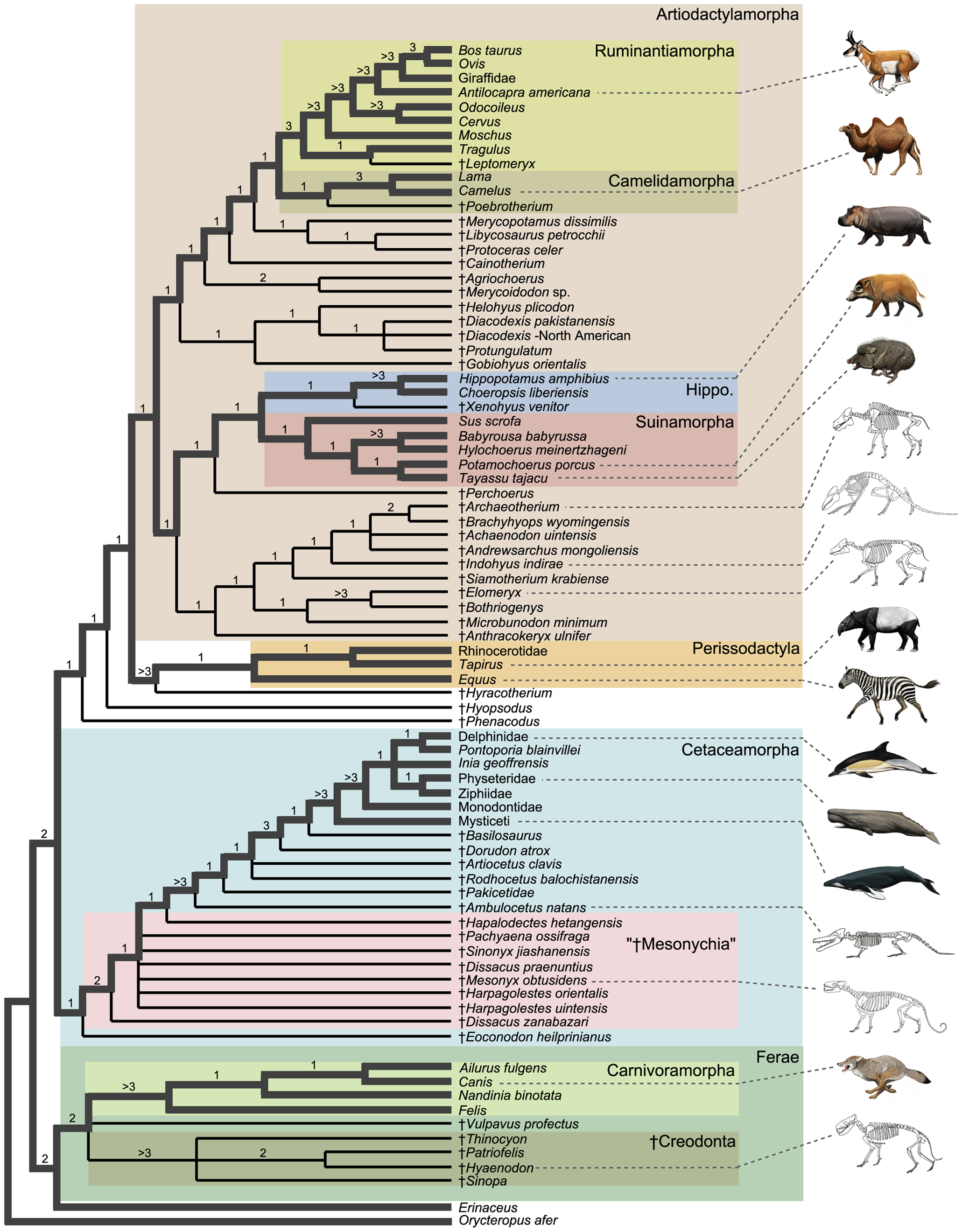
Verouderd Cladogram waarin varkens en nijlpaarden nauwer verwant zijn.

De orde van evenhoevigen is onderverdeeld in de volgende onderordes en families:
- Orde: Artiodactyla (Evenhoevigen) soms ook samengevoegd met de Cetacea tot de orde Cetartiodactyla
  - Onderorde: Cetruminantia (Herkauwers en nijlpaarden)
    - Clade: Cetancodontamorpha
      - 
        -  Familie: Hippopotamidae (Nijlpaarden)

    - Clade: Ruminantia (Herkauwers)
      - Infraorde: Pecora (Gehoornde herkauwers)
        - Familie: Antilocapridae (Gaffelantilopen)
        - Familie: Bovidae (Holhoornigen: Runderen, antilopen, bokken, schapen en verwanten)
        - Familie: Cervidae (Hertachtigen)
        - Familie: Giraffidae (Giraffe en okapi)
        -  Familie: Moschidae (Muskusherten)

      -  Infraorde: Tragulina
        -  Familie: Tragulidae (Dwergherten)

  - Onderorde: Suina (Varkenachtigen)
    - 
      - 
        - Familie: Suidae (Varkens)
        -  Familie: Tayassuidae (Pekari's)

  -  Onderorde: Tylopoda (Eeltpotigen)
    - 
      - 
        -  Familie: Camelidae (Kameelachtigen)

## Traditionele indeling
Evenhoevigen werden traditioneel onderverdeeld in drie onderorden. Deze verdeling is vanwege moderne inzichten met betrekking tot de positie van de nijlpaarden en de walvissen achterhaald.
- Eeltpotigen (kameelachtigen).
- Varkenachtigen (varkens en nijlpaarden),
- Herkauwers (hertachtigen, giraffen, antilopen, runderen, bokken en schapen)

Soms worden de evenhoevigen vanwege religieuze redenen ook nog onderverdeeld in spleethoevigen en niet-spleethoevigen, alleen spleethoevigen kunnen dan gegeten worden.
Cloacadieren · Opossums · Paucituberculata · Microbiotheria · Roofbuideldieren · Buideldassen · Buidelmollen · Klimbuideldieren · Tenreks en goudmollen · Springspitsmuizen · Buistandigen · Klipdasachtigen · Slurfdieren · Zeekoeien · Luiaards en miereneters · Gordeldierachtigen · Insecteneters · Vleermuizen · Schubdierachtigen · Roofdieren · Onevenhoevigen · Evenhoevigen · Walvissen · Knaagdieren · Haasachtigen · Huidvliegers · Toepaja's · Primaten